# Searsia natalensis
Searsia natalensis är en sumakväxtart som först beskrevs av Johann Jakob Bernhardi och Johan Carl Krauss, och fick sitt nu gällande namn av Fred Alexander Barkley. Searsia natalensis ingår i släktet Searsia och familjen sumakväxter. Inga underarter finns listade i Catalogue of Life.